# Galopprennbahn Bremen

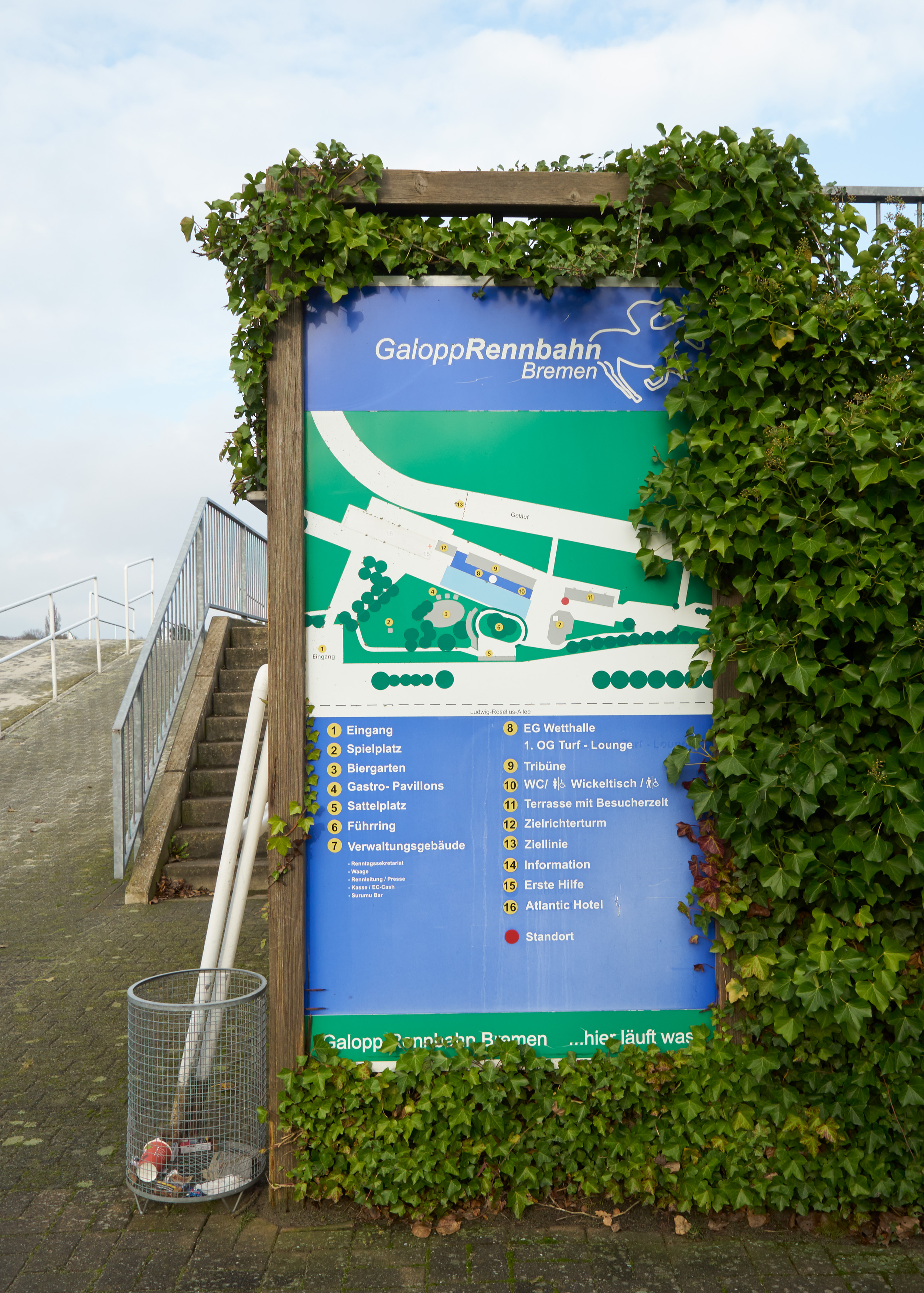
Infotafel mit Übersichtsplan

Die Galopprennbahn Bremen oder auch Galopprennbahn in der Vahr befindet sich in Bremen im Stadtteil Hemelingen, Ortsteil Sebaldsbrück an der Grenze zur Vahr. Das Gelände befindet sich im Eigentum der Stadtgemeinde Bremen. Auf der rund 30 Hektar großen Fläche an der Ludwig-Roselius-Allee sollten Wohnungen entstehen. Dies wurde jedoch im Mai 2019 durch einen Volksentscheid verhindert. Am 22. April 2022 hielt der Bremer Rennverein seinen letzten Renntag ab. Aufgrund eines von der Stadt gebauten Rad- und Fußwegs können derzeit keine Galopprennen durchgeführt werden.

## Geschichte

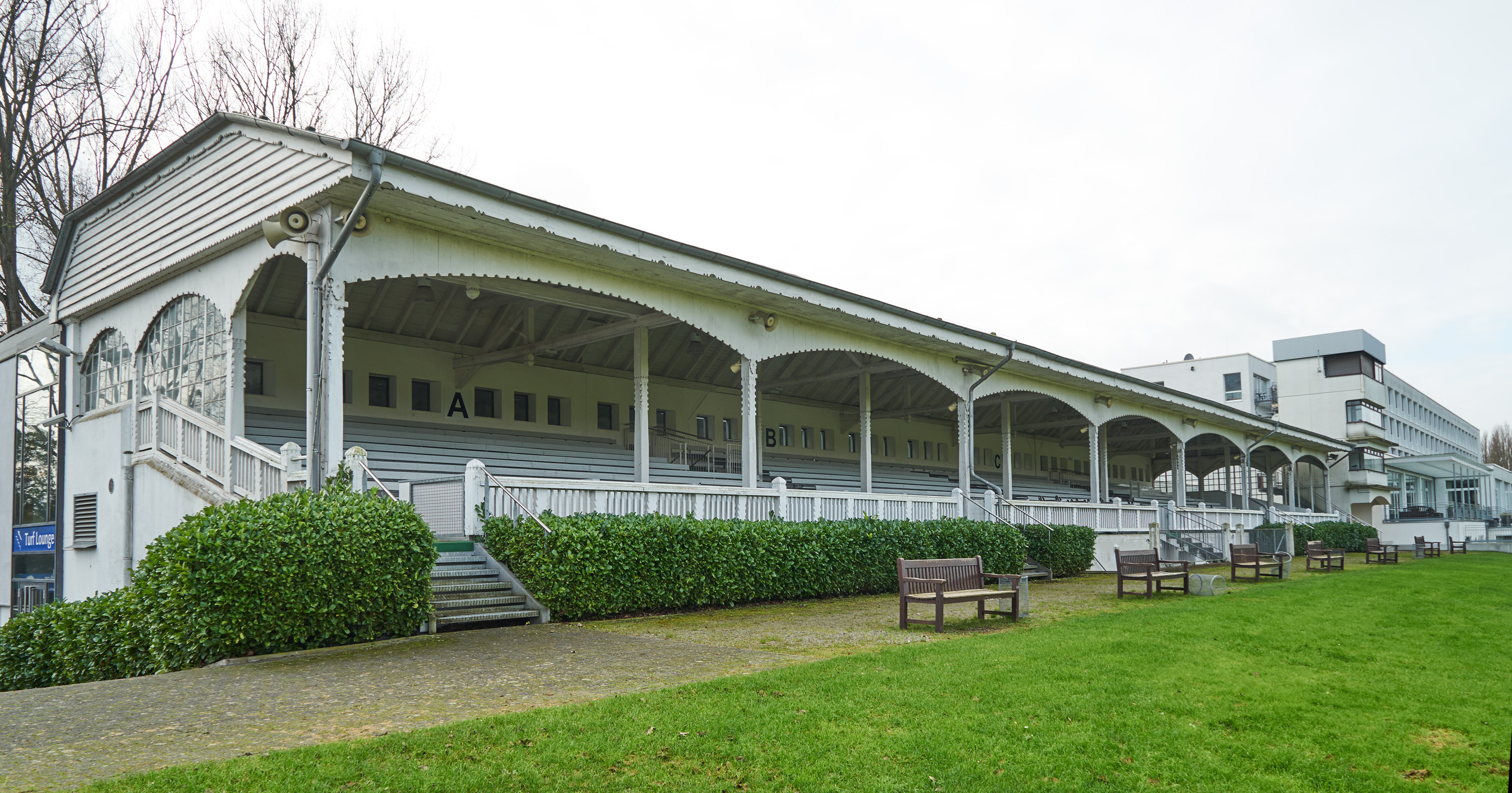
Historische Tribüne mit viergeschossigem Turm

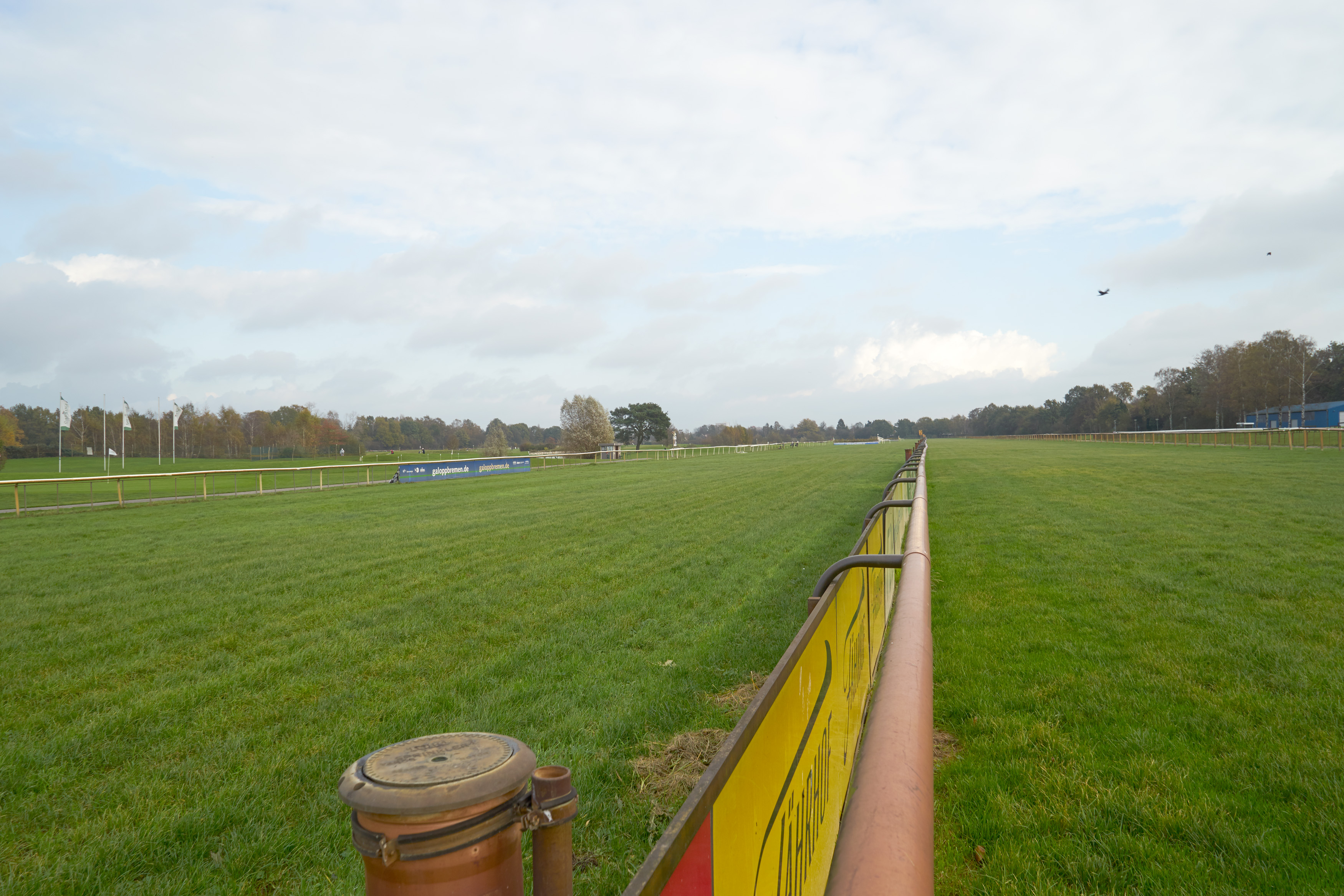
Die Rennbahn

1857 wurde der Bremer Reit-Club – ab etwa 1907 unter dem Namen Bremer Rennverein geführt – von Bremer Kaufleuten u. a. Gustav Deetjen gegründet. Wo das erste Pferderennen in Bremen stattfand, ist unbekannt. 1858 fanden Rennen auf dem Hastedter Suhrfeld bei der Suhrfeldstraße statt. Auf einer Karte von 1898 ist ein „Renn-Platz“ im Gebiet zwischen Hastedt und der Vahr eingetragen. Der Reit-Club kaufte um 1900 ein Gelände in der Vahr und baute die Galopprennbahn. Der Kaufmann und Ölimporteur Franz Ernst Schütte trug einen großen finanziellen Anteil zum Bau der Tribüne mit damals 1000 Sitzplätzen bei. Seit 1907 wurden hier regelmäßig Rennen veranstaltet.
1967 wurde der Bremer Kaffeekaufmann Walther J. Jacobs Präsident des Rennvereins. Jacobs war dem Pferdesport seit seiner Jugend auf dem väterlichen Hof in Bremen-Borgfeld verbunden. 1958 erwarb er in Sottrum den Fährhof und züchtete dort Hannoveraner und seit 1961 nur noch Englisches Vollblut. Der Galopprennsport in Bremen erlebte durch Jacobs seinen großen Aufschwung. Der Standort wurde zu einem der größten Trainingsplätze in Deutschland. Bekannter Trainer war Adolf Wöhler.
In den 1970er Jahren gab es Planungen zum Verkauf des 30 Hektar großen Geländes für 35 Millionen Mark an die Neue Heimat, die dort Wohnungen bauen wollte. Für etwa 20 Millionen Mark hätte im Blockland eine neue Rennbahn entstehen sollen. Die Stadt Bremen änderte jedoch den Flächennutzungsplan nicht und kaufte das Gelände selbst für sechs Millionen Mark, um es im Anschluss langfristig an den Rennverein zu verpachten. Auf diese Art sollte die Zukunft des Reitsports an diesem Ort gesichert werden.
Größere Rennen fanden statt wie unter anderen die Derbyvorprüfung Consul Bayeff-Rennen (später swb Derby Trial). Zahlreiche Sieger in Bremen waren später Teilnehmer im wichtigsten Galopprennen Deutschlands, dem Deutschen Derby in Hamburg; Sieger in beiden Rennen war 1999 Belenus.
1999 gründete der Verein zum Betrieb die Bremer Rennbahn GmbH. Von 2000 bis 2002 wurde die Bremer Galopprennbahn modernisiert und die Tribüne verlängert, 2004 entstand im Ortsteil Bremen-Mahndorf auf 47 Hektar Fläche eine Trainingsanlage. Seit 2005 gab es einen Golfplatz und ein Hotel auf der Anlage.
2010, nach dem Wegfall von Subventionen der Stadt in Höhe von 830.000 Euro pro Jahr, geriet der Bremer Rennverein in eine Krise, die Verluste konnten danach nur noch teilweise ausgeglichen werden. Die neue Anlage am Stadtrand in Mahndorf, die auch als Alternative zu der bisherigen Anlage in der Vahr vorgesehen war, erwies sich als nicht wirtschaftlich tragfähig. Statt eines Ausbaus auch für den Turnierbetrieb wurde der ursprünglich auf 30 Jahre angesetzte Pachtvertrag vorzeitig zum 1. April 2014 aufgelöst, und das Areal an die Stadt zurückgegeben. Diese fand noch im Jahr 2014 einen neuen Pächter, welcher seither (Stand: April 2023) den Trainingsbetrieb führt.
Der Galopprennsport erlitt in Deutschland einen Rückgang, so z. B. fand auch auf der Galopprennbahn Frankfurt 2015 das letzte Pferderennen statt, an dessen Stelle entstand ein Leistungszentrum des DFB. Im Rennjahr 2015 wurden in Bremen nur noch sechs Renntage veranstaltet, welche insgesamt 13.000 Zuschauer sahen. Zum Erntedank-Renntag kamen jedoch nur rund 2100 Zuschauer. Im April 2018 wurde der Pachtvertrag von der Stadt Bremen gekündigt und die Anlage offiziell geschlossen.
Eine Bürgerinitiative sammelte erfolglos 5019 Unterschriften für den Erhalt der Rennbahn. Da der bis 2034 geschlossene Pachtvertrag mit dem Betreiber der Golfanlage im Innenbereich keinerlei Kündigungsmöglichkeit enthielt, kaufte die Stadt die Betreiberfirma für 6,4 Mio. € auf und beendete den Golfbetrieb, um das Gesamtgelände überplanen und bebauen zu können.
Die Bürgerinitiative Rennbahngelände Bremen möchte das Gelände erhalten. Sie initiierte ein Volksbegehren gegen die Bebauung des Rennbahngeländes, welches im Mai 2019 im Volksentscheid angenommen wurde. Daraufhin wurden die Pläne der Stadt Bremen geändert: Der überwiegende Anteil des Areals soll nun in einen öffentlichen Park umgewandelt werden, nur im Randbereich ist noch eine „gemäßigte Bebauung“ vorgesehen.
Da sich der Baubeginn verzögerte, wurde im November 2021 und am Ostersonntag, den 22. April 2022 je ein weiterer Renntag durch einen Zwischennutzer veranstaltet. Für 2023 wurden zwei Renntage angemeldet, jedoch abgelehnt, wogegen Klage vor dem Verwaltungsgericht erhoben wurde. Zwischenzeitlich begann die Stadt Bremen damit, einen Weg quer durch das Rennbahngelände anzulegen, welcher die Rennstrecke zerteilt und unbrauchbar macht. Der Rennverein kritisiert die Bauausführung, da der Weg auch Rennstrecken-kompatibel hätte angelegt werden können. Am 14. April 2023 wies das Bremer Verwaltungsgericht die Klage ab, es bestehe kein Rechtsanspruch auf Pferderennen, und die Stadt sei frei in ihrer Entscheidung, wie das Gelände genutzt wird. Der Rennverein kündigte umgehend seinen Einspruch an und hält an den Plänen fest, zwei Renntage pro Jahr durchführen zu wollen. Der Weg, der die Wohngebiete in der Vahr mit Sebaldsbrück verbindet, wurde am 27. Juni 2023 eröffnet.

## Die Anlage

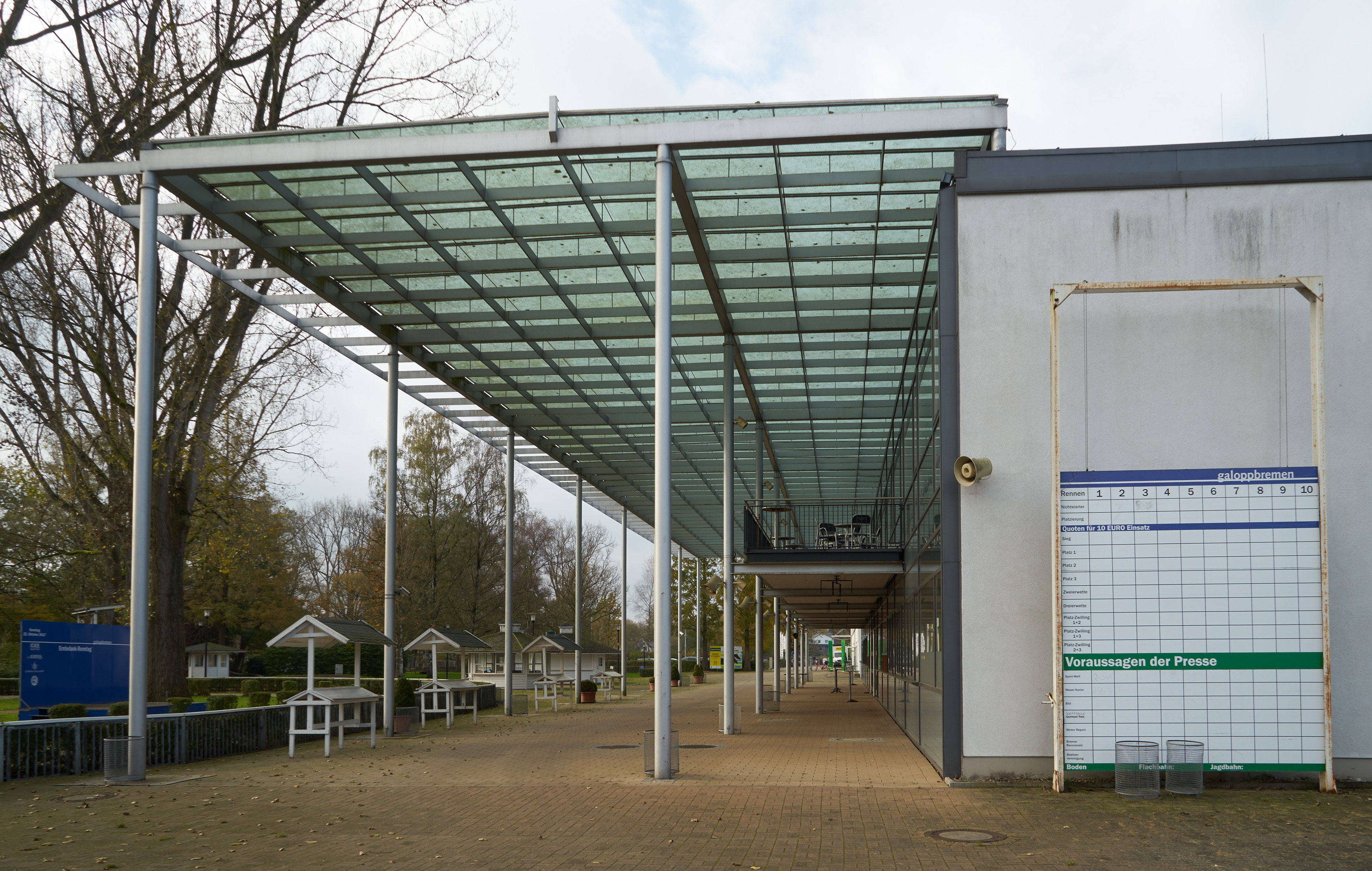
Wetthalle

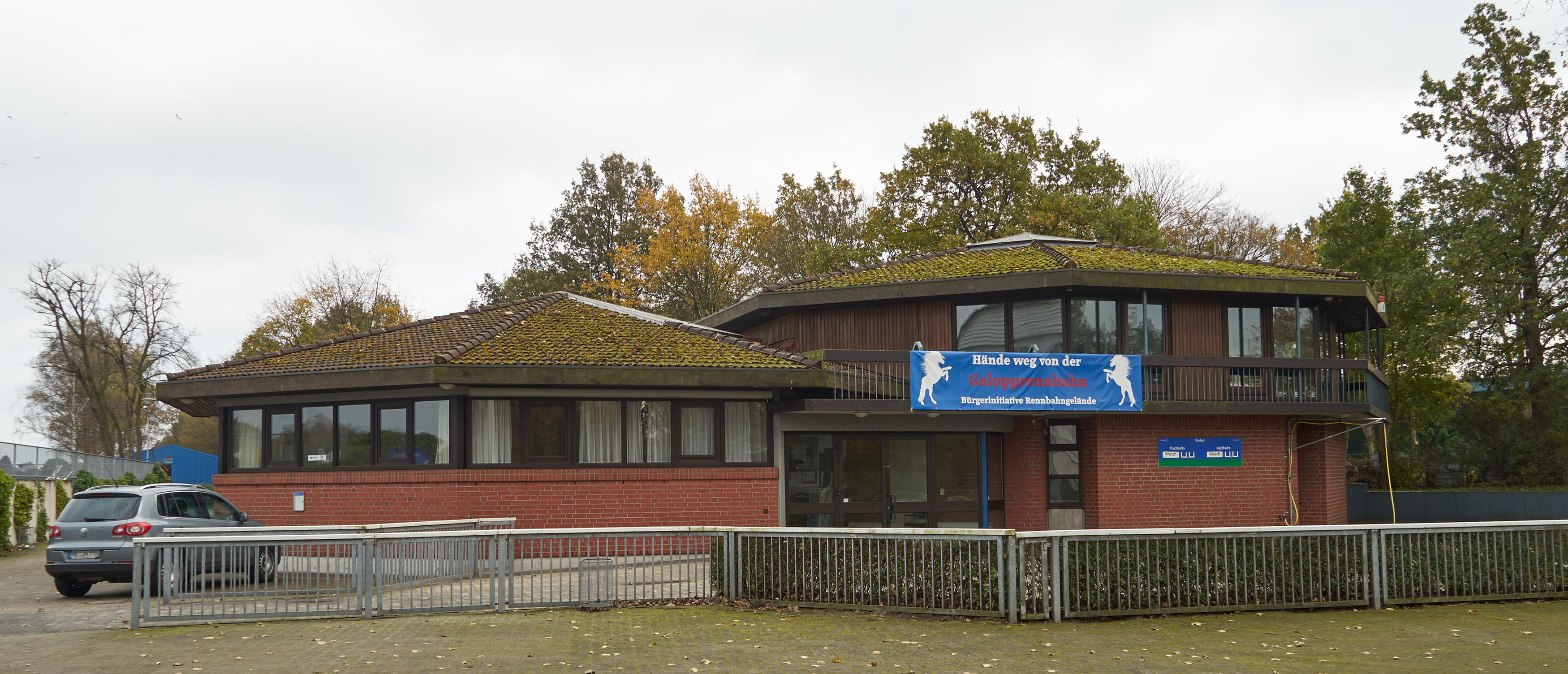
Waagegebäude

Die Galopprennbahn ist 2000 Meter lang. Auf der Bahn fanden Rennen auf der Flachbahn, aber auch Jagdrennen mit Sprüngen diagonal durch die Bahnmitte statt.
Die Zuschauer konnten das Rennen auf einer überdachten, historischen siebenachsigen Tribüne verfolgen mit einem seitlichen viergeschossigen Turm.

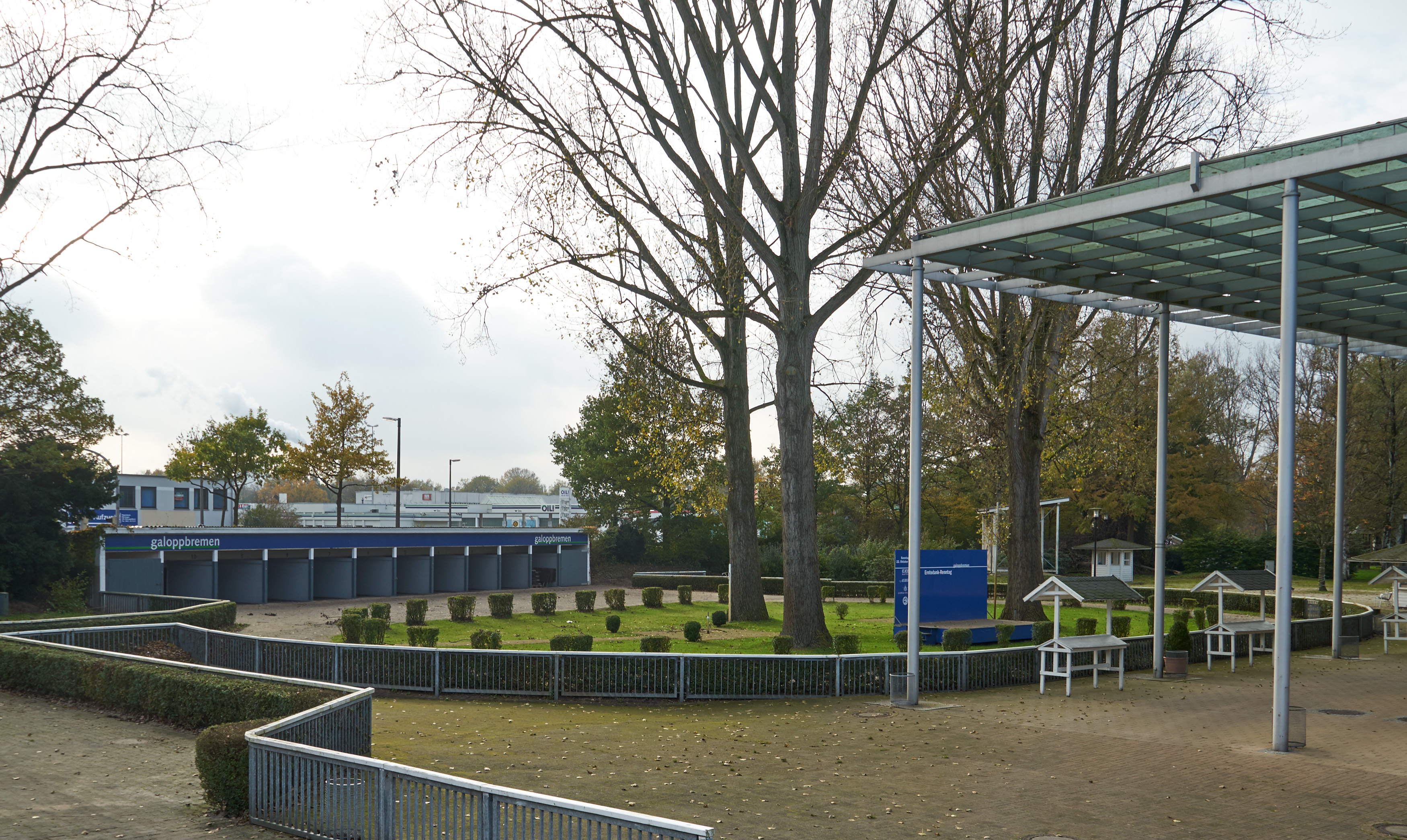
Führring

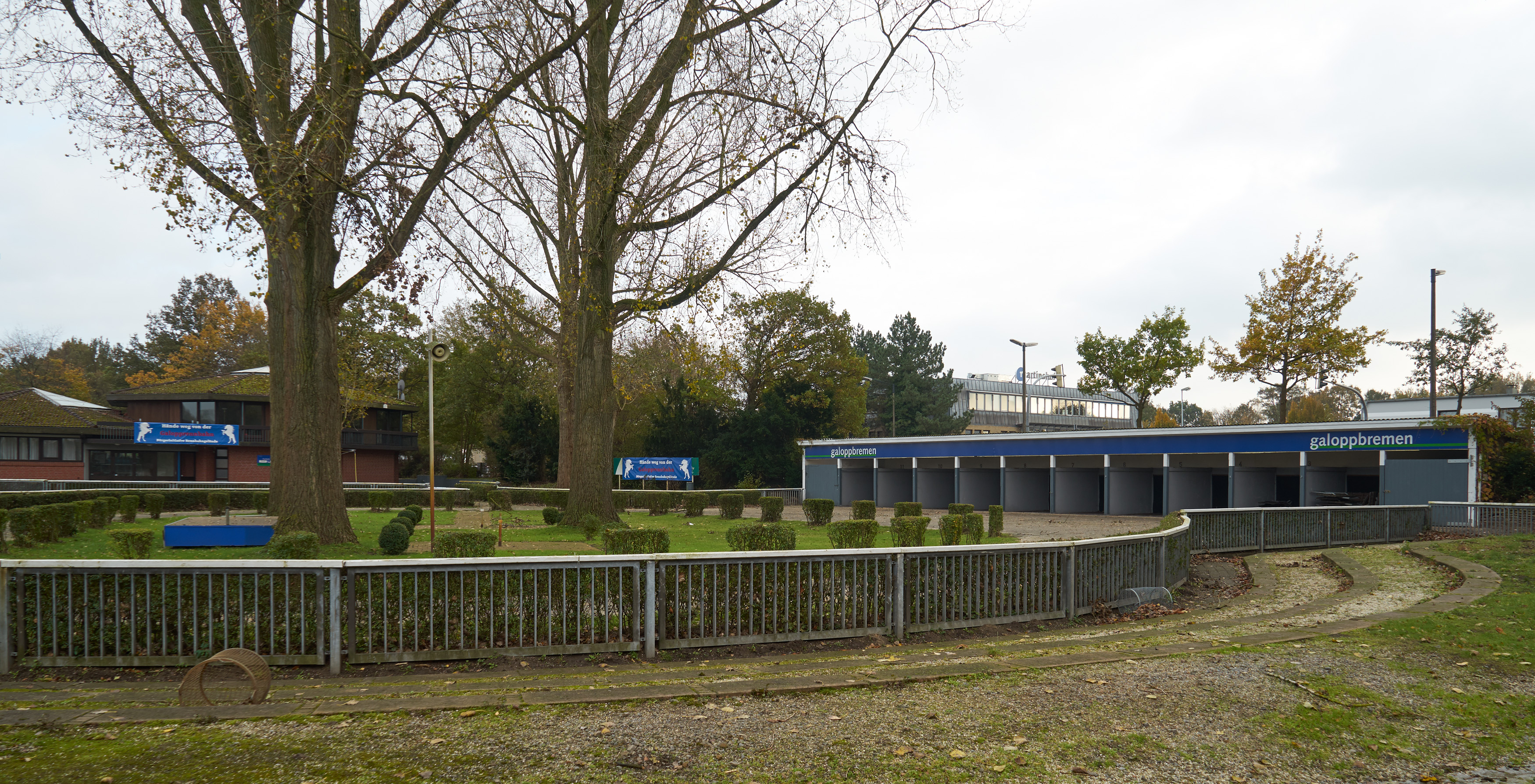
Führring

Der Führring ist allgemein einsehbar.
Betrieben wurde die Anlage durch den Bremer Rennverein von 1857.
Fremdveranstalter nutzen die Anlage an rennfreien Tagen im Inneren des Geläufs für u. a. Public Viewing, Events oder Konzerte sowie als Golfanlage. Am Rande steht seit 2005 ein Hotel mit einem Derby-Restaurant.